# Ceryx pleurasticta
Ceryx pleurasticta är en fjärilsart som beskrevs av George Francis Hampson 1901. Ceryx pleurasticta ingår i släktet Ceryx och familjen björnspinnare. Inga underarter finns listade i Catalogue of Life.